# تتیانا ایوانیاوشکینا
تتیانا ایوانیاوشکینا (انگلیسی: Tetyana Ivanyushkyna؛ زادهٔ ۱۸ سپتامبر ۱۹۶۶) بازیکن والیبال اهل اوکراین  است.